# Félvezető

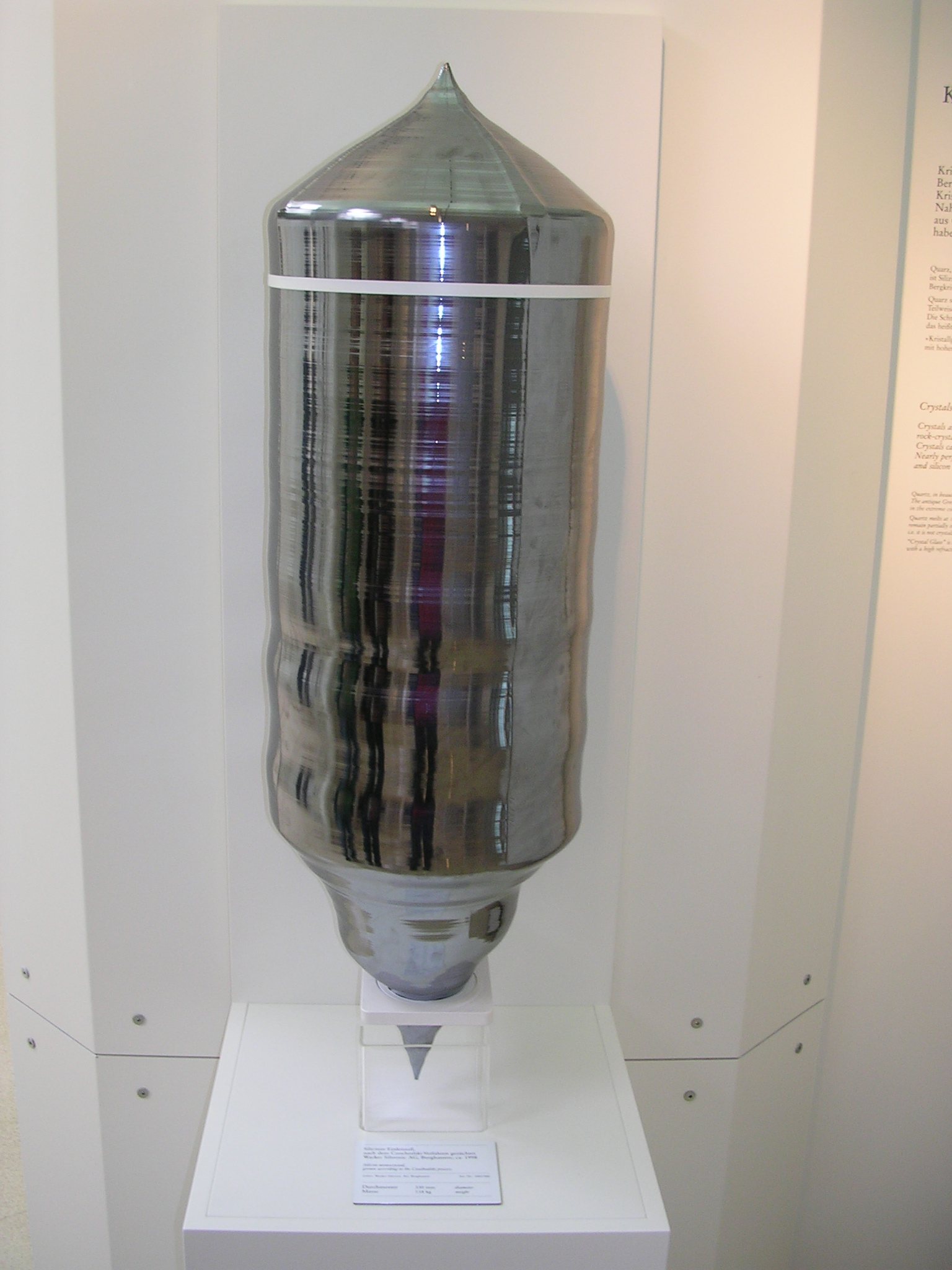
Czochralski-módszerrel készült egykristály szilíciumtömb

A félvezetők olyan anyagok, amelyek fajlagos ellenállása a vezetők és a szigetelők közé esik. A félvezetők fajlagos elektromos vezetése közönséges hőmérsékleten 10−9 – 103 1/Ωcm, azaz gyengén vezetik az áramot, és nem jók szigetelőnek sem. Alacsony hőmérsékleten a félvezető szigetelőként viselkedik, de szobahőmérsékleten sajátvezetése van. Az ilyen anyagok másik jellemző tulajdonsága az ellenállása hőmérsékletfüggése. A félvezetők ellenállása a hőmérséklet növelésével exponenciálisan csökken, tehát elektromos ellenállásuk negatív hőmérsékleti együtthatóval (NTC) rendelkezik.

## Típusai
Vannak elemi félvezető anyagok, amelyek tiszta állapotban rendelkeznek a fenti tulajdonságokkal: a germánium (Ge), a szilícium (Si) és a szelén (Se). A szilárd oldat típusú félvezetők: a gallium-arzenid (GaAs), alumínium-gallium-arzenid (AlGaAs), indium-gallium-arzenid (InGaAs), indium-antimonid (InSb), szilícium-karbid (SiC), ólom-tellurid (PbTe) stb. Néhány vegyület félvezető tulajdonságokat mutat: ólom-szulfid (PbS), a titán-oxid (TiO2) és a réz-oxid (Cu2O), műszaki nevén kuprox.
A félvezető jelleg egyes anyagokban célzott szennyezéssel, azaz dópolással befolyásolható. A dópolatlan formában is félvezető tulajdonságú anyagokat intrinszik félvezetőknek, a dópolás során félvezető jelleget öltő anyagokat extrinszik félvezetőknek nevezik.
Egyes alkalmazásokban, például a félvezetőiparban a szigetelőket gyakran nagy tiltott sávú félvezetőknek tekintik. Ez annyiban jogos elnevezés, hogy az intrinszik félvezetők és a szigetelők között nem húzható éles határ, csupán az alapján tehető különbség, hogy mely hőmérsékleten alakul ki bennük a tiltott sávon át termikus gerjesztés.

## Fizikai jellemzői
A félvezetőknél a vegyértéksáv és a vezetési sáv közötti tiltott sáv mindössze pár elektronvolt szélességű (a germánium esetében 0,7 eV, a szilícium esetében 1,1 eV). Sok elektron már szobahőmérsékleten is rendelkezik akkora termikus energiával, hogy átugorjon a vezetési sávba, pozitív töltésű mozgékony elektronlyukat hagyva maga után. Így a vezetési sávban az elektronok, a vegyértéksávban pedig a lyukak képesek vezetni. A töltéshordozók kialakulása révén az anyag vezeti az elektromos áramot.
A germánium félvezetők maradékfeszültsége, élettartama, működési hőmérséklete alacsonyabb.
A félvezető ellenállásának csökkentése érdekében a félvezetőt adalékolják, dópolják. Az alkalmazott adalékatomnak eggyel több vagy kevesebb elektronja van, mint a félvezetőnek. Ha eggyel több, akkor negatív, n típusú félvezetőről beszélünk (az adalék atomokat pedig donornak nevezik), ellenkező esetben pozitív (p) típusúról (az adalékatomokat pedig akceptoroknak nevezik). Az n típusú félvezetőben már alacsony hőmérsékleten is az összes donor elveszít egy elektront, és ezek a vezetési sávba kerülnek, így növelve a vezetőképességet. P típusú félvezető esetében az akceptorok a vegyértéksávból megkötnek egy-egy elektront, így növelve a lyukak koncentrációját, és ezáltal növelve a vezetőképességet.

## Alkalmazásai
A félvezetőket az elektronikában már több mint 50 éve használják. Belőlük épül fel az egyenirányító dióda, a tranzisztor, és még sok más elem (tirisztor, LED, fotodióda).
Manapság a félvezetőiparban többféle félvezető anyagot használnak, például szilíciumot, gallium-arzenidet (GaAs). Régebben a germánium félvezetők voltak az elterjedtebbek.

### Szakkönyvek
- Ginsztler J., Hidasi B., Dévényi L. (2005): Alkalmazott anyagtudomány. 2. jav. kiad. - Egyetemi tankönyv, Műegyetemi Kiadó, Budapest
- Handbook of Semiconductor Nanostructures and Nanodevices (5-Volume Set). American Scientific Publishers (2006). ISBN 1-58883-073-X
- Sze, Simon M.. Physics of Semiconductor Devices (2nd ed.). John Wiley and Sons (WIE) (1981). ISBN 0-471-05661-8
- Turley, Jim. The Essential Guide to Semiconductors. Prentice Hall PTR (2002). ISBN 0-13-046404-X
- Fundamentals of Semiconductors : Physics and Materials Properties. Springer (2004). ISBN 3-540-41323-5
- Sadao Adachi. The Handbook on Optical Constants of Semiconductors: In Tables and Figures. World Scientific Publishing (2012). ISBN 978-981-4405-97-3
- G. B. Abdullayev, T. D. Dzhafarov, S. Torstveit (Translator), Atomic Diffusion in Semiconductor Structures,  Gordon & Breach Science Pub., 1987 ISBN 978-2-88124-152-9

### Ismeretterjesztő weblapok
- Rövid elméleti bemutatás a félvezetőkről